# Strehlgasse

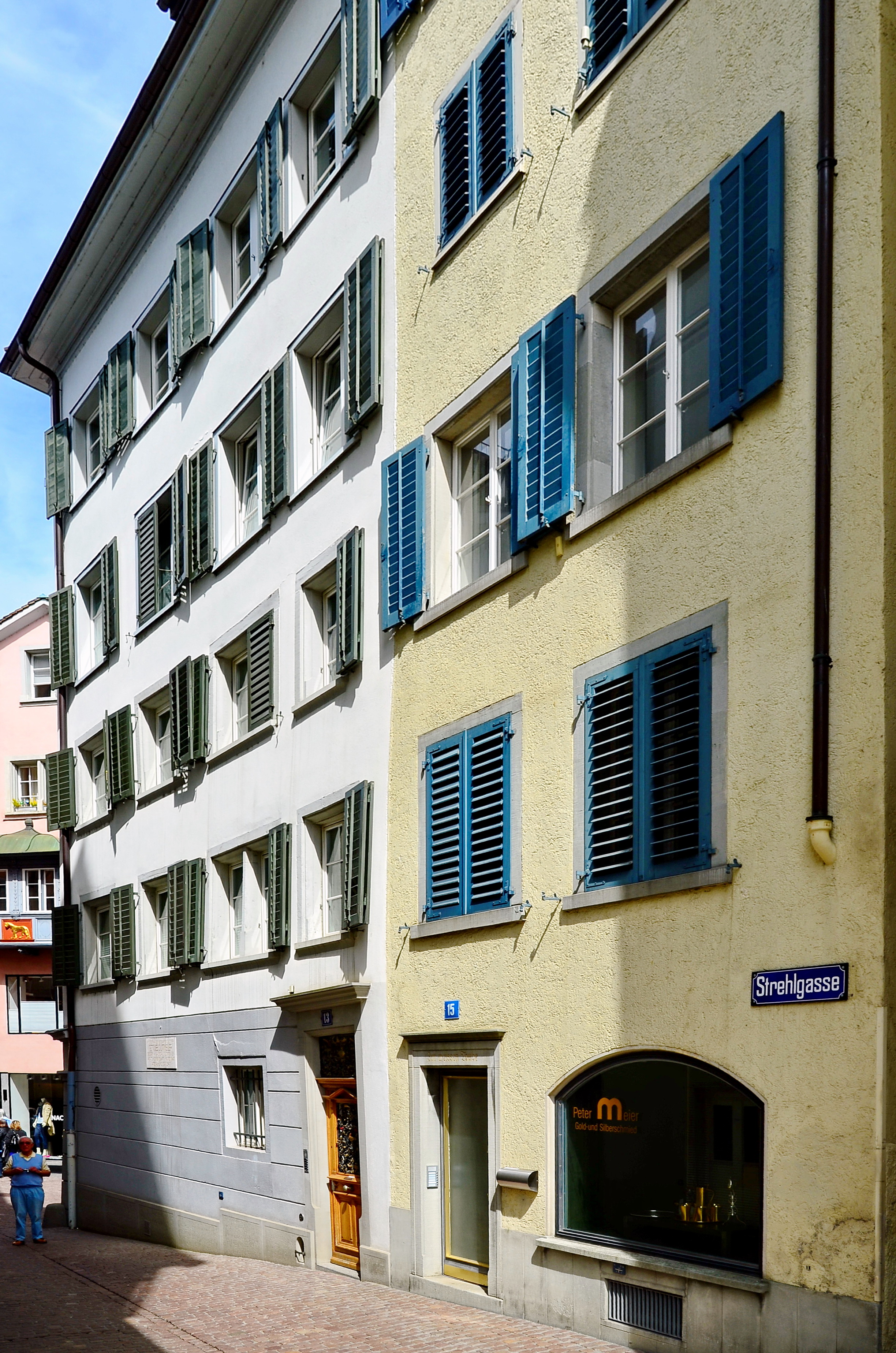
Strehlgasse 13: Gottlieb Duttweilers Geburtshaus

Die Strehlgasse ist eine Strasse in der Altstadt von Zürich links der Limmat. Sie führt vom Weinplatz in nordwestlicher Richtung bis zum Rennweg.

## Geschichte
Die Strehlgasse ist eine der ältesten Gassen der Stadt. Sie ist insofern aussergewöhnlich, als kein Haus nach dem rechten Winkel gebaut ist.
Unter Nummer 8 steht das Haus zum Strehl, von dem sich der Strassenname herleitet. Er geht entweder auf einen Familiennamen bzw. wahrscheinlicher auf einen Beruf zurück. In einer Urkunde des Jahres 1288 wird ein Ulrich genannt Streler erwähnt. Ein Strelmacher bzw. Strehlmacher stellte Kämme für Webstühle her, zwischen deren Zähnen die Kettfäden aufgezogen wurden.
Im Haus Nummer 13 wurde am 15. August 1888 der Schweizer Unternehmer und Politiker Gottlieb Duttweiler geboren (Gründer der Migros und des Landesrings der Unabhängigen).